# 印度盧比
印度盧比是印度的法定貨幣，通常會使用Rs作為簡寫，ISO 4217的編碼則為INR。2010年7月15日，印度政府宣布启用新的货币符号（₹）。
在當地，盧比在不同地區有不少別名，有Taka、Tanka、Rubai、Rupaye等。

## 概述
一盧比等於100派薩（印度和巴基斯坦輔幣），而25派薩等于4安那
（印度、緬甸及巴基斯坦輔幣名）。
印度盧比纸币面額分为5、10、20、50、100、200、500和2000盧比8种。

## 流通中的貨幣

### 紙幣
- 5盧比
  - 主色：橄欖綠色
  - 正面：圣雄甘地
  - 背面：曳引機

- 10盧比
  - 主色：巧克力棕色
  - 正面：聖雄甘地
  - 背面：科納克太陽神廟

- 20盧比
  - 主色：黃綠色
  - 正面：圣雄甘地
  - 背面：埃洛拉石窟

- 50盧比
  - 主色：螢光藍色
  - 正面：聖雄甘地
  - 背面：亨比與戰車

- 100盧比
  - 主色：薰衣草紫色
  - 正面：聖雄甘地
  - 背面：王后階梯井

- 200盧比
  - 主色：亮黄色
  - 正面：聖雄甘地
  - 背面：桑吉佛塔

- 500盧比
  - 主色：橙黄色
  - 正面：新聖雄甘地
  - 背面：德里紅堡

- 2000盧比（2023年後停止發行）
  - 主色：洋紅色
  - 正面：聖雄甘地
  - 背面：曼加里安號火星軌道探測器

## 語言
印度盧比上書寫著17種不同的印度官方語言、半官方語言、古典語言。
這些語言包括：阿薩姆語（Assamese）、孟加拉語（Bengali）、古吉拉特語（Gujarati）、康納達語（Kannada）、喀什米爾語（Kashmiri）、孔卡尼語（Konkani）、馬拉雅拉姆語（Malayalam）、馬拉地語（Marathi）、尼泊爾語（Nepali）、奧里亞語（Oriya）、旁遮普語（Punjabi）、梵語（Sanskrit）、坦米爾文（Tamil）、泰盧固語（Telugu）與烏爾都語（Urdu）。

## 歷史
「盧比」意即「銀幣」。在19世紀，當時全球最強的經濟體系以黃金作為標準，隨著美國、歐洲殖民者發掘出不少白銀，白銀的相對價值也隨之下跌，印度不能以標準貨幣從外界採購，這事件稱之為「盧比的衰落」（the fall of the rupee）。

## 外部連結
- 印度的钞票 （页面存档备份，存于） （英文）（德文）
- 印度盧比/美元 外匯圖表 （页面存档备份，存于）